# Marie Camoins
Marie Alexa Shirine Gwendolina Camoins (ur. 2005) – maurytyjska zapaśniczka walcząca w stylu wolnym. Srebrna medalistka igrzysk Wysp Oceanu Indyjskiego w 2023 roku.